# ۵۵۲ (خورشیدی)
۵۵۲ پانصد و پنجاه و دومین سال هجری خورشیدی است.